# Hr.Ms. Sittard (1956)

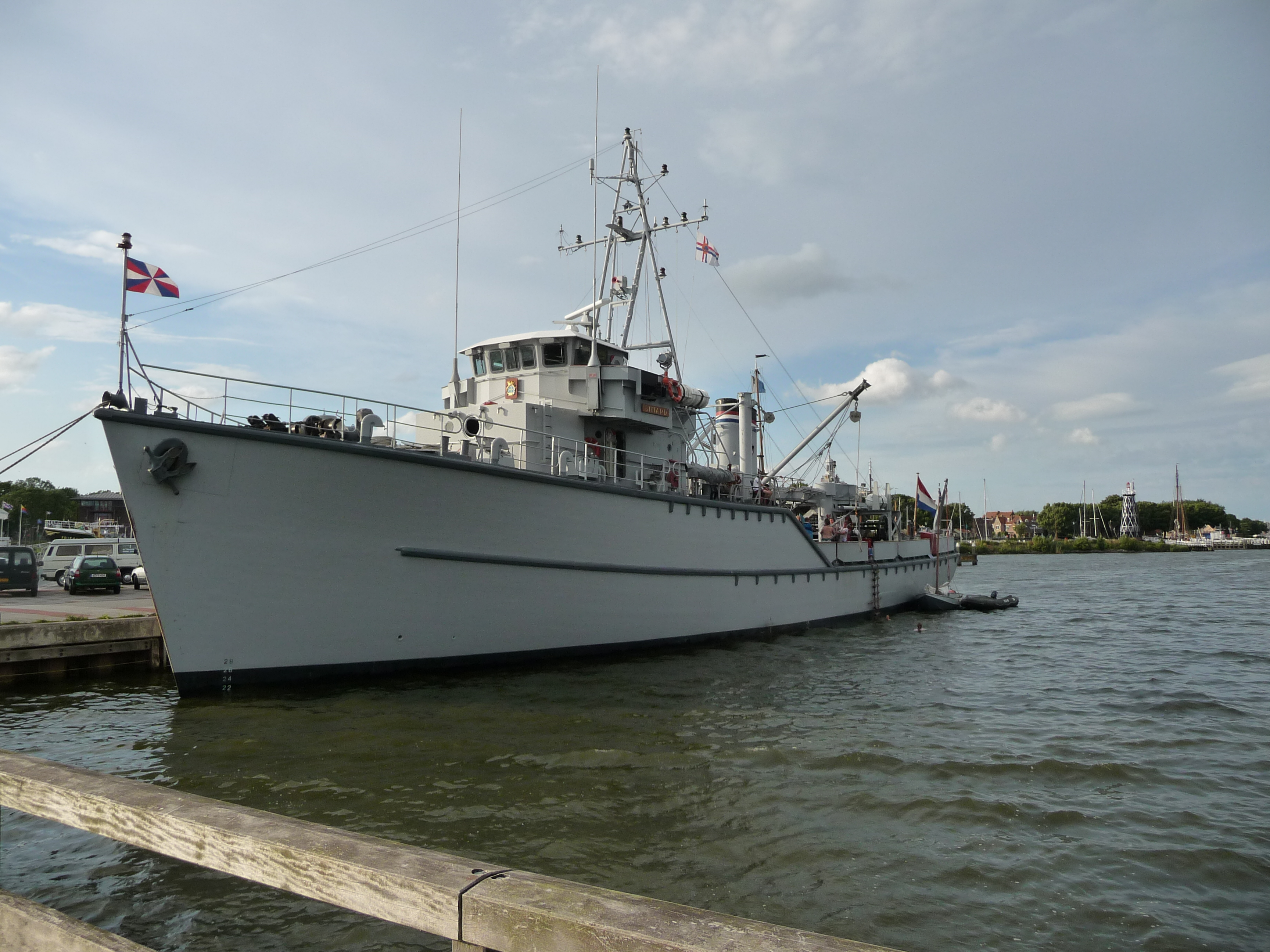
De voormalige mijnenveger Sittard in de haven van Enkhuizen

De Hr.Ms. Sittard (M830) was een mijnenveger, gebouwd van hout en aluminium, in dienst bij de Koninklijke Marine. Het schip behoorde tot de Dokkum-klasse; het is namelijk in Nederland gebruikelijk om een bepaalde serie van het zelfde type boten/schepen te vernoemen naar het eerste opgeleverde model. Deze klasse kwam door financiële steun van de Amerikaanse overheid tot stand. Soortgelijke boten werden tevens in onder andere Engeland, Frankrijk en ook in het voormalige West-Duitsland gebouwd en in dienst genomen, waardoor er ook weleens wordt verwezen naar de WU-klasse in plaats van de Dokkumklasse. 
Bij haar buitendienststelling was de Hr.Ms. Sittard de laatste houten boot die uit dienst werd gesteld. Tegenwoordig doet de Sittard dienst bij een afdeling van het Zeekadetkorps in Harlingen, nadat het in 1997 geschonken werd aan het toen net opgerichte korps. Voor de wet is de Sittard nu een pleziervaartuig.
Mijnenvegers van de Dokkum-klasse worden weleens een "rondbodem" genoemd en hebben ook bijzonder weinig kiel diepte voor een zeegaand vaartuig van een dergelijke tonnage. Marinemensen noemden deze boten vaak een "houten klomp" wat door opvarenden vaak als een geuzennaam werd gezien. 
De Dokkum-klasse is onder andere ingezet om Waddenzee, de Schelde en gedeeltes van de Noordzee vrij te maken Duitse en ook Engelse mijnen en zelfs nog tot in het begin van de jaren negentig is het nog weleens voorgekomen dat er tijdens een sleepoefeningen, echte ouderwetse zeemijnen naar boven kwamen tijdens het slepen.
De Sittard was in 2017 betrokken bij de opnames van de film "Dunkirk" van Christopher Nolan. Daar droeg zij het kenteken H32, verwijzend naar de HMS Havant, die tijdens de beroemde evacuatie uit Duinkerke meer dan 2300 militairen naar Engeland over wist te zetten. 